# كفرحورا
كفرحورا هي إحدى القرى اللبنانية من قرى قضاء زغرتا في محافظة الشمال.